# Paola Maltese
Paola María Elena Maltese Mongelós (Asunción, 10 de enero de 1984) es una presentadora de televisión, actriz de cine y de teatro y locutora de radio paraguaya.

## Biografía
Se graduó en la Scuola Italiana Dante Alighieri y estudió la carrera de comunicación audiovisual. Realizó talleres en la escuela de teatro TIA. El 30 de abril de 2010 contrajo matrimonio con Tjeerd Jan Twijnstra Duarte, de ascendencia neerlandesa y propietario de una cadena de restaurantes. De esta unión nacieron tres hijas: Saskia Marij (2011), Rinske Annelijn (2013) y Annick Meeike (2021). Paola ha incursionado en el ámbito del comercio, abriendo negocios en sectores como la moda y la gastronomía.

## Trayectoria
Comenzó a los 15 años haciendo móviles, para luego iniciarse en la conducción de programas, primero como copresentadora y después como conductora principal. En televisión, participó como actriz en la primera Teleserie producida en Paraguay, González vs Bonetti, lo que le permitió abrirse paso en la actuación y continuar con proyectos como La Chuchi y Papá del corazón, que ya habían sido emitidos anteriormente. En teatro, formó parte de musicales como Sorpresas y obras infantiles como La Cenicienta y La Bella y la Bestia. En el año 2006 posó en lencería roja en un motel de Asunción, en compañía de un empresario extranjero.
Participó en la película paraguaya Universo Servilleta, estrenada el 12 de noviembre de 2010. Fue conductora de Yingo Paraguay y más tarde de Camino al éxito, ambos transmitidos por la RPC. En la actualidad, es la conductora de MasterChef Paraguay, emitido por Telefuturo.
Paola actualmente conduce Marca Latina, y es una de las figuras destacadas de Radio Latina.

## Filmografía

### Televisión
| Año            | Trabajo                  | Rol               | Notas                     | Ref.  |
| 1999           | Calor 105 verano         | Ella misma        | Notera y Panelista        |       |
| 2000           | Megaverano               | Ella Misma        | Notera y Panelista        |       |
| 2001           | Verano Latino            | Ella Misma        | Notera y Panelista        |       |
| 2002           | Divino Sol, Divina Luna  | Ella Misma        | Notera y Panelista        |       |
| 2002           | Planeta Venus Tv         | Ella Misma        | Conductora                |       |
| 2001/2002/2003 | Verano Mix               | Ella Misma        | Conductora                |       |
| 2003-2004      | MIX llegó tu momento     | Ella Misma        | Conductora                |       |
| 2004-2005      | Destino Fiesta           | Ella Misma        | Conductora                |       |
| 2005           | González vs Bonetti      | María B. González | Coprotagonista            |       |
| 2006           | Verano show              | Ella misma        | Conductora                |       |
| 2006           | La chuchi                | Vanessa Bogarín   | Coprotagonista            |       |
| 2007           | Mujeres Sueltas          | Ella misma        | Conductora                |       |
| 2007           | Quién quiere ser Famosa? | Ella Misma        | Conductora                |       |
| 2008           | Papá del corazón         | Valeria           | Protagonista              |       |
| 2010           | Arriba Paraguay          | Ella Misma        | Conductora                |       |
| 2012-2014      | Yingo Paraguay           | Ella Misma        | Conductora                |       |
| 2015-2016      | Camino al éxito          | Ella Misma        | Conductora                |       |
| 2017           | Sopa Paraguaya           | Paola             | Protagonista en serie Web |       |
| 2017           | Cocina de Autor          | Mariana           | Protagonista en serie Web |       |
| 2018-2019-2023 | MasterChef Paraguay      | Ella Misma        | Conductora                |       |
| 2022-2023      | El Saber Va Contigo      | Ella misma        | Jurado                    |       |
| 2022-2023      | La mañana de cada día    | Ella misma        | Presentadora              | [ 3 ] |
| 2025           | Solo Por Unos Días       | Verónica          | Protagonista              |       |

### Cine
| Año  | Trabajo             | Rol    | Notas             | Ref.  |
| 2010 | Universo servilleta | Jimena | Actriz secundaria | [ 4 ] |